# Campeonato Nacional 1977 (Argentina)
El llamado Torneo Nacional 1977, oficialmente Campeonato Nacional 1977 fue el sexagésimo de la era profesional y el segundo del año de la Primera División argentina de fútbol. Comenzó el 20 de noviembre y finalizó el 25 de enero de 1978.
Se jugó en dos rondas, una clasificatoria por grupos y una serie final por eliminación, de la que participó el primero de cada zona. Lo disputaron 32 equipos, ya que, mientras los indirectamente afiliados se mantuvieron en 11, 7 de las plazas fijas y 4 del Regional, los provenientes del Metropolitano fueron 20, al quedar marginados los tres descendidos, aunque sí participó el equipo recién ascendido de la Primera B, con lo que los directamente afiliados sumaron 21.
El campeón fue el Club Atlético Independiente, que ganó la final por la regla del gol de visitante, al empatar los dos encuentros con Talleres, de Córdoba, con un memorable segundo partido, donde consiguió la igualdad en dos goles que lo consagró, con tres jugadores menos en cancha que su rival, expulsados por el árbitro Barreiro por protestar un gol hecho con la mano por Bocanelli.
Clasificó así a la Copa Libertadores 1978, junto con el Club Atlético River Plate, ganador del anterior Torneo Metropolitano.

## Equipos participantes

### Del torneo regular
21 equipos, todos los participantes del Metropolitano de 1977 -exceptuados los tres  descendidos- más Estudiantes (BA), ganador del torneo de Primera B del año 1977.
| Equipo             | Ciudad        |
| ------------------ | ------------- |
| All Boys           | Buenos Aires  |
| Argentinos Juniors | Buenos Aires  |
| Atlanta            | Buenos Aires  |
| Banfield           | Banfield      |
| Boca Juniors       | Buenos Aires  |
| Chacarita Juniors  | Villa Maipú   |
| Colón              | Santa Fe      |
| Estudiantes        | Caseros       |
| Estudiantes        | La Plata      |
| Gimnasia y Esgrima | La Plata      |
| Huracán            | Buenos Aires  |
| Independiente      | Avellaneda    |
| Newell's Old Boys  | Rosario       |
| Platense           | Vicente López |
| Quilmes            | Quilmes       |
| Racing Club        | Avellaneda    |
| River Plate        | Buenos Aires  |
| Rosario Central    | Rosario       |
| San Lorenzo        | Buenos Aires  |
| Unión              | Santa Fe      |
| Vélez Sarsfield    | Buenos Aires  |

### De las plazas fijas
Los 7 equipos del interior provenientes directamente de sus ligas.
| Equipo                  | Ciudad                |
| ----------------------- | --------------------- |
| Belgrano                | Córdoba               |
| Central Norte           | Salta                 |
| Círculo Deportivo       | Cte. Nicanor Otamendi |
| Gimnasia y Esgrima      | San Salvador de Jujuy |
| Independiente Rivadavia | Mendoza               |
| San Martín              | San Miguel de Tucumán |
| Talleres                | Córdoba               |

### Del Torneo Regional
Los 4 equipos del interior clasificados para participar del certamen.
| Equipo           | Ciudad                      |
| ---------------- | --------------------------- |
| Atlético Ledesma | Libertador Gral. San Martín |
| Cipolletti       | Cipolletti                  |
| Los Andes        | San Juan                    |
| Sarmiento        | Resistencia                 |

## Sistema de disputa
Primera fase: cuatro zonas sin partido interzonal, en dos ruedas todos contra todos, por acumulación de puntos.
Segunda fase: el primero de cada zona en una ronda por eliminación directa, con partidos de ida y vuelta.

## Fase de grupos
El primero de cada grupo clasificó como semifinalista a la ronda de definición.

### Zona A
| Pos. | Equipo                  | Pts. | PJ | PG | PE | PP | GF | GC | Dif. |
| ---- | ----------------------- | ---- | -- | -- | -- | -- | -- | -- | ---- |
| 1.º  | Newell's Old Boys       | 21   | 14 | 8  | 5  | 1  | 33 | 11 | 22   |
| 2.º  | San Lorenzo             | 17   | 14 | 5  | 7  | 2  | 20 | 14 | 6    |
| 3.º  | Independiente Rivadavia | 17   | 14 | 6  | 5  | 3  | 24 | 20 | 4    |
| 4.º  | Gimnasia y Esgrima (LP) | 15   | 14 | 4  | 7  | 3  | 21 | 21 | 0    |
| 5.º  | San Martín (T)          | 14   | 14 | 2  | 10 | 2  | 18 | 18 | 0    |
| 6.º  | Estudiantes (BA)        | 12   | 14 | 3  | 6  | 5  | 15 | 22 | −7   |
| 7.º  | Banfield                | 10   | 14 | 3  | 4  | 7  | 17 | 28 | −11  |
| 8.º  | Círculo Deportivo       | 6    | 14 | 1  | 4  | 9  | 7  | 21 | −14  |

|  | Semifinalista del campeonato. |

### Zona B
| Pos. | Equipo            | Pts. | PJ | PG | PE | PP | GF | GC | Dif. |
| ---- | ----------------- | ---- | -- | -- | -- | -- | -- | -- | ---- |
| 1.º  | Estudiantes (LP)  | 22   | 14 | 10 | 2  | 2  | 32 | 13 | 19   |
| 2.º  | Boca Juniors      | 17   | 14 | 7  | 3  | 4  | 22 | 16 | 6    |
| 3.º  | Rosario Central   | 16   | 14 | 7  | 2  | 5  | 20 | 13 | 7    |
| 4.º  | Los Andes (SJ)    | 16   | 14 | 6  | 4  | 4  | 22 | 19 | 3    |
| 5.º  | Quilmes           | 14   | 14 | 5  | 4  | 5  | 10 | 15 | −5   |
| 6.º  | Cipolletti        | 13   | 14 | 6  | 1  | 7  | 20 | 26 | −6   |
| 7.º  | Chacarita Juniors | 9    | 14 | 4  | 1  | 9  | 20 | 26 | −6   |
| 8.º  | Central Norte (S) | 5    | 14 | 2  | 1  | 11 | 14 | 32 | −18  |

|  | Semifinalista del campeonato. |

### Zona C
| Pos. | Equipo                 | Pts. | PJ | PG | PE | PP | GF | GC | Dif. |
| ---- | ---------------------- | ---- | -- | -- | -- | -- | -- | -- | ---- |
| 1.º  | Talleres (C)           | 20   | 14 | 9  | 2  | 3  | 27 | 20 | 7    |
| 2.º  | Racing Club            | 17   | 14 | 6  | 5  | 3  | 22 | 12 | 10   |
| 3.º  | River Plate            | 15   | 14 | 7  | 1  | 6  | 32 | 15 | 17   |
| 4.º  | Vélez Sarsfield        | 15   | 14 | 6  | 3  | 5  | 27 | 24 | 3    |
| 5.º  | Platense               | 14   | 14 | 5  | 4  | 5  | 25 | 25 | 0    |
| 6.º  | Sarmiento (R)          | 12   | 14 | 4  | 4  | 6  | 18 | 29 | −11  |
| 7.º  | Colón                  | 11   | 14 | 4  | 3  | 7  | 22 | 29 | −7   |
| 8.º  | Gimnasia y Esgrima (J) | 8    | 14 | 3  | 2  | 9  | 7  | 26 | −19  |

|  | Semifinalista del campeonato. |

| Fecha 1            | Fecha 1   | Fecha 1         | Fecha 1               | Fecha 1         | Fecha 1 |
| Local              | Resultado | Visitante       | Estadio               | Fecha           |         |
| ------------------ | --------- | --------------- | --------------------- | --------------- | ------- |
| Racing             | 3 - 0     | River           | Avellaneda            | 20 de noviembre |         |
| Colón              | 5 - 1     | Talleres        | Santa Fe              | 20 de noviembre |         |
| Gimnasia y Esgrima | 0 - 0     | Sarmiento       | San Salvador de Jujuy | 20 de noviembre |         |
| Platense           | 1 - 3     | Vélez Sarsfield | Villa Crespo          | 20 de noviembre |         |

| Fecha 2         | Fecha 2   | Fecha 2            | Fecha 2      | Fecha 2         | Fecha 2 |
| Local           | Resultado | Visitante          | Estadio      | Fecha           |         |
| --------------- | --------- | ------------------ | ------------ | --------------- | ------- |
| Platense        | 1 - 1     | Racing             | Villa Crespo | 23 de noviembre |         |
| Vélez Sarsfield | 1 - 1     | Colón              | Caballito    | 23 de noviembre |         |
| Talleres        | 2 - 0     | Gimnasia y Esgrima | Córdoba      | 23 de noviembre |         |
| Sarmiento       | 1 - 1     | River              | Resistencia  | 23 de noviembre |         |

| Fecha 3            | Fecha 3   | Fecha 3         | Fecha 3               | Fecha 3         | Fecha 3 |
| Local              | Resultado | Visitante       | Estadio               | Fecha           |         |
| ------------------ | --------- | --------------- | --------------------- | --------------- | ------- |
| Racing             | 5 - 0     | Sarmiento       | Avellaneda            | 27 de noviembre |         |
| River              | 3 - 0     | Talleres        | Parque Patricios      | 27 de noviembre |         |
| Gimnasia y Esgrima | 1 - 0     | Vélez Sarsfield | San Salvador de Jujuy | 27 de noviembre |         |
| Colón              | 3 - 1     | Platense        | Santa Fe              | 27 de noviembre |         |

| Fecha 4  | Fecha 4   | Fecha 4            | Fecha 4      | Fecha 4         | Fecha 4 |
| Local    | Resultado | Visitante          | Estadio      | Fecha           |         |
| -------- | --------- | ------------------ | ------------ | --------------- | ------- |
| Colón    | 2 - 2     | Racing             | Santa Fe     | 30 de noviembre |         |
| Platense | 3 - 1     | Gimnasia y Esgrima | Villa Crespo | 30 de noviembre |         |
| Vélez    | 2 - 0     | River              | Caballito    | 30 de noviembre |         |
| Talleres | 4 - 2     | Sarmiento          | Córdoba      | 30 de noviembre |         |

| Fecha 5            | Fecha 5   | Fecha 5         | Fecha 5               | Fecha 5        | Fecha 5 |
| Local              | Resultado | Visitante       | Estadio               | Fecha          |         |
| ------------------ | --------- | --------------- | --------------------- | -------------- | ------- |
| Racing             | 1 - 2     | Talleres        | Avellaneda            | 4 de diciembre |         |
| River              | 5 - 0     | Platense        | Parque Patricios      | 4 de diciembre |         |
| Gimnasia y Esgrima | 2 - 0     | Colón           | San Salvador de Jujuy | 4 de diciembre |         |
| Sarmiento          | 1 - 5     | Vélez Sarsfield | Resistencia           | 4 de diciembre |         |

| Fecha 6            | Fecha 6   | Fecha 6   | Fecha 6               | Fecha 6        | Fecha 6 |
| Local              | Resultado | Visitante | Estadio               | Fecha          |         |
| ------------------ | --------- | --------- | --------------------- | -------------- | ------- |
| Gimnasia y Esgrima | 0 - 1     | Racing    | San Salvador de Jujuy | 8 de diciembre |         |
| Colón              | 3 - 1     | River     | Santa Fe              | 8 de diciembre |         |
| Platense           | 4 - 1     | Sarmiento | Villa Crespo          | 8 de diciembre |         |
| Vélez Sarsfield    | 0 - 2     | Talleres  | Caballito             | 8 de diciembre |         |

| Fecha 7   | Fecha 7   | Fecha 7            | Fecha 7          | Fecha 7         | Fecha 7 |
| Local     | Resultado | Visitante          | Estadio          | Fecha           |         |
| --------- | --------- | ------------------ | ---------------- | --------------- | ------- |
| Racing    | 0 - 0     | Vélez Sarsfield    | Avellaneda       | 11 de diciembre |         |
| Sarmiento | 2 - 1     | Colón              | Resistencia      | 11 de diciembre |         |
| Talleres  | 2 - 1     | Platense           | Córdoba          | 11 de diciembre |         |
| River     | 6 - 0     | Gimnasia y Esgrima | Parque Patricios | 11 de diciembre |         |

| Fecha 8         | Fecha 8   | Fecha 8            | Fecha 8          | Fecha 8         | Fecha 8 |
| Local           | Resultado | Visitante          | Estadio          | Fecha           |         |
| --------------- | --------- | ------------------ | ---------------- | --------------- | ------- |
| River           | 1 - 2     | Racing             | Parque Patricios | 14 de diciembre |         |
| Talleres        | 5 - 1     | Colón              | Córdoba          | 14 de diciembre |         |
| Sarmiento       | 1 - 0     | Gimnasia y Esgrima | Resistencia      | 14 de diciembre |         |
| Vélez Sarsfield | 3 - 4     | Platense           | Caballito        | 14 de diciembre |         |

| Fecha 9            | Fecha 9   | Fecha 9         | Fecha 9               | Fecha 9         | Fecha 9 |
| Local              | Resultado | Visitante       | Estadio               | Fecha           |         |
| ------------------ | --------- | --------------- | --------------------- | --------------- | ------- |
| Racing             | 2 - 2     | Platense        | Avellaneda            | 17 de diciembre |         |
| Colón              | 4 - 1     | Vélez Sarsfield | Santa Fe              | 17 de diciembre |         |
| Gimnasia y Esgrima | 0 - 3     | Talleres        | San Salvador de Jujuy | 17 de diciembre |         |
| River              | 3 - 0     | Sarmiento       | Parque Patricios      | 17 de diciembre |         |

| Fecha 10        | Fecha 10  | Fecha 10           | Fecha 10     | Fecha 10        | Fecha 10 |
| Local           | Resultado | Visitante          | Estadio      | Fecha           |          |
| --------------- | --------- | ------------------ | ------------ | --------------- | -------- |
| Sarmiento       | 2 - 0     | Racing             | Resistencia  | 21 de diciembre |          |
| Talleres        | 1 - 0     | River              | Córdoba      | 21 de diciembre |          |
| Platense        | 2 - 0     | Colón              | Villa Crespo | 21 de diciembre |          |
| Vélez Sarsfield | 3 - 0     | Gimnasia y Esgrima | Caballito    | 21 de diciembre |          |

| Fecha 11           | Fecha 11  | Fecha 11        | Fecha 11              | Fecha 11        | Fecha 11 |
| Local              | Resultado | Visitante       | Estadio               | Fecha           |          |
| ------------------ | --------- | --------------- | --------------------- | --------------- | -------- |
| Racing             | 0 - 0     | Colón           | Avellaneda            | 28 de diciembre |          |
| Gimnasia y Esgrima | 1 - 1     | Platense        | San Salvador de Jujuy | 28 de diciembre |          |
| River              | 2 - 3     | Vélez Sarsfield | Parque Patricios      | 28 de diciembre |          |
| Sarmiento          | 1 - 1     | Talleres        | Resistencia           | 28 de diciembre |          |

| Fecha 12        | Fecha 12  | Fecha 12           | Fecha 12     | Fecha 12   | Fecha 12 |
| Local           | Resultado | Visitante          | Estadio      | Fecha      |          |
| --------------- | --------- | ------------------ | ------------ | ---------- | -------- |
| Talleres        | 1 - 0     | Racing             | Córdoba      | 4 de enero |          |
| Platense        | 0 - 1     | River              | Villa Crespo | 4 de enero |          |
| Colón           | 1 - 2     | Gimnasia y Esgrima | Santa Fe     | 4 de enero |          |
| Vélez Sarsfield | 3 - 2     | Sarmiento          | Caballito    | 4 de enero |          |

| Fecha 13  | Fecha 13  | Fecha 13           | Fecha 13         | Fecha 13   | Fecha 13 |
| Local     | Resultado | Visitante          | Estadio          | Fecha      |          |
| --------- | --------- | ------------------ | ---------------- | ---------- | -------- |
| Racing    | 1 - 0     | Gimnasia y Esgrima | Avellaneda       | 7 de enero |          |
| River     | 5 - 0     | Colón              | Parque Patricios | 7 de enero |          |
| Sarmiento | 1 - 1     | Platense           | Resistencia      | 7 de enero |          |
| Talleres  | 2 - 2     | Vélez Sarsfield    | Córdoba          | 7 de enero |          |

| Fecha 14           | Fecha 14  | Fecha 14  | Fecha 14              | Fecha 14    | Fecha 14 |
| Local              | Resultado | Visitante | Estadio               | Fecha       |          |
| ------------------ | --------- | --------- | --------------------- | ----------- | -------- |
| Vélez Sarsfield    | 1 - 4     | Racing    | Caballito             | 11 de enero |          |
| Colón              | 1 - 4     | Sarmiento | Santa Fe              | 11 de enero |          |
| Platense           | 4 - 1     | Talleres  | Villa Crespo          | 11 de enero |          |
| Gimnasia y Esgrima | 0 - 4     | River     | San Salvador de Jujuy | 11 de enero |          |

### Zona D
| Pos. | Equipo             | Pts. | PJ | PG | PE | PP | GF | GC | Dif. |
| ---- | ------------------ | ---- | -- | -- | -- | -- | -- | -- | ---- |
| 1.º  | Independiente      | 21   | 14 | 10 | 1  | 3  | 30 | 13 | 17   |
| 2.º  | Belgrano           | 19   | 14 | 8  | 3  | 3  | 25 | 18 | 7    |
| 3.º  | Huracán            | 15   | 14 | 6  | 3  | 5  | 25 | 23 | 2    |
| 4.º  | Atlanta            | 13   | 14 | 5  | 3  | 6  | 14 | 15 | −1   |
| 5.º  | Argentinos Juniors | 13   | 14 | 5  | 3  | 6  | 18 | 21 | −3   |
| 6.º  | Unión              | 12   | 14 | 4  | 4  | 6  | 20 | 23 | −3   |
| 7.º  | Atlético Ledesma   | 10   | 14 | 3  | 4  | 7  | 13 | 21 | −8   |
| 8.º  | All Boys           | 9    | 14 | 3  | 3  | 8  | 19 | 30 | −11  |

|  | Semifinalista del campeonato. |

## Resultados
|  | Todos los partidos disputados |
|  | --- |
|  | Fecha 1 20 de noviembre - Banfield 0 - Estudiantes (Buenos Aires) 0 - Gimnasia (LP) 2 - San Lorenzo 2 - Círculo Otamendi (Mar del Plata) 0 - Newell's Old Boys 2 - San Martín (T) 1 - Independiente Rivadavia 1 - Chacarita Juniors 2 - Quilmes 0 - Los Andes (San Juan) 2 - Central Norte (Salta) 0 - Rosario Central 2 - Cipolletti (Río Negro) 1 - Boca Juniors 1 - Estudiantes (LP) 3 - Platense 1 - Vélez Sársfield 3 - Gimnasia (Jujuy) 0 - Sarmiento (Chaco) 0 - Colón 5 - Talleres (C) 1 - Racing Club 3 - River Plate 1 - Huracán 2 - Independiente 4 - All Boys 2 - Atlético Ledesma 0 - Belgrano (C) 3 - Unión 0 - Argentinos Juniors 0 - Atlanta 0 Fecha 2 23 de noviembre - San Lorenzo 3 - Banfield 2 - San Martín (T) 2 - Círculo Otamendi (Mar del Plata) 0 - Estudiantes (Buenos Aires) 0 - Newell's Old Boys 2 - Independiente Rivadavia 1 - Gimnasia (LP) 1 - Rosario Central 1 - Chacarita Juniors 0 - Quilmes 1 - Boca Juniors 1 - Estudiantes (LP) 3 - Los Andes (San Juan) 1 - Cipolletti (Río Negro) 2 - Central Norte (Salta) 0 - Sarmiento (Chaco) 1 - River Plate 1 - Talleres (C) 2 - Gimnasia (Jujuy) 0 - Vélez Sársfield 1 - Colón 1 - Platense 1 - Racing Club 1 - Independiente 2 - Atlanta 0 - Unión 3 - Argentinos Juniors 1 - Atlético Ledesma 0 - Belgrano (C) 0 - Huracán 2 - All Boys 1 Fecha 3 27 de noviembre - Newell's Old Boys 0 - San Lorenzo 0 - Banfield 1 - Independiente Rivadavia 2 - Gimnasia (LP) 4 - San Martín (T) 3 - Círculo Otamendi (Mar del Plata) 2 - Estudiantes (Buenos Aires) 2 - Central Norte (Salta) 1 - Estudiantes (LP) 3 - Los Andes (San Juan) 2 - Quilmes 0 - Boca Juniors 1 - Rosario Central 0 - Chacarita Juniors 1 - Cipolletti (Río Negro) 2 - Colón 3 - Platense 1 - Gimnasia (Jujuy) 1 - Vélez Sársfield 0 - River Plate 3 - Talleres (C) 0 - Racing Club 5 - Sarmiento (Chaco) 0 - All Boys 2 - Independiente 3 - Belgrano (C) 2 - Huracán 1 - Argentinos Juniors 2 - Atlético Ledesma 1 - Atlanta 1 - Unión 0 Fecha 4 30 de noviembre - San Lorenzo 2 - Estudiantes (Buenos Aires) 0 - Independiente Rivadavia 2 - Newell's Old Boys 1 - Gimnasia (LP) 0 - Círculo Otamendi (Mar del Plata) 0 - San Martín (T) 3 - Banfield 0 - Chacarita Juniors 0 - Boca Juniors 1 - Rosario Central 0 - Los Andes (San Juan) 1 - Quilmes 2 - Central Norte (Salta) 0 - Cipolletti (Río Negro) 0 - Estudiantes (LP) 2 - Talleres (C) 4 - Sarmiento (Chaco) 0 - Vélez Sársfield 2 - River Plate 0 - Platense 3 - Gimnasia (Jujuy) 0 - Colón 2 - Racing Club 2 - Independiente 2 - Unión 2 - Atlético Ledesma 0 - Atlanta 0 - Huracán 2 - Argentinos Juniors 2 - All Boys 1 - Belgrano (C) 1 Fecha 5 4 de diciembre - Banfield 0 - Gimnasia (LP) 2 - Estudiantes (Buenos Aires) 1 - Independiente Rivadavia 3 - Newell's Old Boys 4 - San Martín (T) 0 - Círculo Otamendi (Mar del Plata) 0 - San Lorenzo 0 - Los Andes (San Juan) 0 - Chacarita Juniors 2 - Estudiantes (LP) 1 - Quilmes 0 - Central Norte (Salta) 1 - Rosario Central 3 - Boca Juniors 4 - Cipolleti (Río Negro) 1 - Sarmiento (Chaco) 1 - Vélez Sársfield 5 - Gimnasia (Jujuy) 2 - Colón 0 - River Plate 5 - Platense 0 - Racing Club 1 - Talleres (C) 2 - Belgrano (C) 2 - Independiente 1 - Argentinos Juniors 1 - All Boys 1 - Unión 2 - Atlético Ledesma 0 - Atlanta 2 - Huracán 1 Fecha 6 8 de diciembre - Independiente Rivadavia 1 - San Lorenzo 2 - Banfield 3 - Círculo Otamendi (Mar del Plata) 1 - San Martín (T) 1 - Estudiantes (Buenos Aires) 1 - Gimnasia (LP) 2 - Newell's Old Boys 2 - Boca Juniors 2 - Los Andes (San Juan) 2 - Chacarita Juniors 6 - Central Norte (Salta) 2 - Rosario Central 2 - Estudiantes (LP) 1 - Cipolletti (Río Negro) 2 - Quilmes 0 - Vélez Sársfield 0 - Talleres (C) 2 - Platense 4 - Sarmiento (Chaco) 1 - Colón 3 - River Plate 1 - Gimnasia (Jujuy) 0 - Racing Club 1 - Independiente 2 - Atlético Ledesma 0 - Huracán 2 - Unión 1 - All Boys 2 - Atlanta 0 - Belgrano (C) 2 - Argentinos Juniors 0 Fecha 7 11 de diciembre - San Lorenzo 2 - San Martín (T) 2 - Estudiantes (Buenos Aires) 2 - Gimnasia (LP) 1 - Newell's Old Boys 6 - Banfield 2 - Círculo Otamendi (Mar del Plata) 2 - Independiente Rivadavia 0 - Los Andes (San Juan) 3 - Cipolletti (Río Negro) 0 - Quilmes 0 - Rosario Central 0 - Estudiantes (LP) 6 - Chacarita Juniors 3 - Central Norte (Salta) 1 - Boca Juniors 2 - River Plate 6 - Gimnasia (Jujuy) 0 - Talleres (C) 2 - Platense 1 - Sarmiento (Chaco) 2 - Colón 1 - Racing Club 0 - Vélez Sársfield 0 - Atlanta 1 - Belgrano (C) 3 - Argentinos Juniors 0 - Independiente 2 - Unión 1 - All Boys 0 - Atlético Ledesma 1 - Huracán 0 Fecha 8 14 de diciembre - San Lorenzo 1 - Gimnasia (LP) 0 - Estudiantes (Buenos Aires) 1 - Banfield 1 - Independiente Rivadavia 1 - San Martín (T) 1 - Newell's Old Boys 1 - Círculo Otamendi (Mar del Plata) 0 - Quilmes 1 - Chacarita Juniors 0 - Estudiantes (LP) 0 - Boca Juniors 1 - Central Norte (Salta) 5 - Los Andes (San Juan) 1 - Cipolletti (Río Negro) 2 - Rosario Central 1 - Vélez Sársfield 3 - Platense 4 - Talleres (C) 5 - Colón 1 - River Plate 1 - Racing Club 2 - Sarmiento (Chaco) 1 - Gimnasia (Jujuy) 0 - Unión 2 - Belgrano (C) 2 - Atlético Ledesma 4 - All Boys 1 - Atlanta 1 - Argentinos Juniors 0 - Independiente 2 - Huracán 0 Fecha 9 17 de diciembre - Banfield 2 - San Lorenzo 1 - Círculo Otamendi (Mar del Plata) 1 - San Martín (T) 1 - Newell's Old Boys 5 - Estudiantes (Buenos Aires) 2 - Gimnasia (LP) 1 - Independiente Rivadavia 1 - Chacarita Juniors 4 - Rosario Central 2 - Boca Juniors 0 - Quilmes 0 - Los Andes (San Juan) 1 - Estudiantes (LP) 1 - Central Norte (Salta) 0 - Cipolletti (Río Negro) 0 - River Plate 3 - Sarmiento (Chaco) 0 - Gimnasia (Jujuy) 0 - Talleres (C) 3 - Colón 4 - Vélez Sársfield 1 - Racing Club 2 - Platense 2 - Atlanta 0 - Independiente 2 - Argentinos Juniors 4 - Unión 1 - Belgrano (C) 2 - Atlético Ledesma 0 - All Boys 4 - Huracán 4 Fecha 10 21 de diciembre - San Lorenzo 1 - Newell's Old Boys 1 - Independiente Rivadavia 3 - Banfield 2 - San Martín (T) 1 - Gimnasia (LP) 1 - Estudiantes (Buenos Aires) 1 - Círculo Otamendi (Mar del Plata) 0 - Estudiantes (LP) 3 - Central Norte (Salta) 1 - Quilmes 1 - Los Andes (San Juan) 0 - Rosario Central 1 - Boca Juniors 2 - Cipolletti (Río Negro) 1 - Chacarita Juniors 0 - Vélez Sársfield 3 - Gimnasia (Jujuy) 0 - Platense 2 - Colón 0 - Talleres (C) 1 - River Plate 0 - Sarmiento (Chaco) 2 - Racing Club 0 - Unión 1 - Atlanta 1 - Atlético Ledesma 3 - Argentinos Juniors 2 - Huracán 4 - Belgrano (C) 0 - Independiente 3 - All Boys 2 Fecha 11 23 de diciembre - Estudiantes (Buenos Aires) 2 - San Lorenzo 1 - Círculo Otamendi (Mar del Plata) 0 - Gimnasia (LP) 1 - Newell's Old Boys 3 - Independiente Rivadavia 1 24 de diciembre - Banfield 1 - San Martín (T) 1 - Boca Juniors 3 - Chacarita Juniors 0 - Los Andes (San Juan) 0 - Rosario Central 0 - Central Norte (Salta) 0 - Quilmes 1 - Estudiantes (LP) 3 - Cipolletti (Río Negro) 1 - Gimnasia (Jujuy) 1 - Platense 1 - Racing Club 0 - Colón 0 - Sarmiento (Chaco) 1 - Talleres (C) 1 - River Plate 2 - Vélez Sársfield 3 - Unión 2 - Independiente 3 - Argentinos Juniors 0 - Huracán 2 - Atlanta 5 - Atlético Ledesma 2 25 de diciembre - Belgrano (C) 5 - All Boys 2 Fecha 12 31 de diciembre - Gimnasia (LP) 5 - Banfield 2 1 de enero de 1978 - San Lorenzo 3 - Círculo Otamendi (Mar del Plata) 0 - San Martín (T) 1 - Newell's Old Boys 1 - Independiente Rivadavia 2 - Estudiantes (Buenos Aires) 1 - Quilmes 1 - Estudiantes (LP) 1 - Chacarita Juniors 1 - Los Andes (San Juan) 1 - Rosario Central 4 - Central Norte (Salta) 1 - Cipolletti (Río Negro) 4 - Boca Juniors 2 - Colón 1 - Gimnasia (Jujuy) 2 - Talleres (C) 1 - Racing Club 0 - Platense 0 - River Plate 1 - Vélez Sársfield 3 - Sarmiento (Chaco) 2 - Atlético Ledesma 0 - Unión 0 - Independiente 3 - Belgrano (C) 0 - All Boys 0 - Argentinos Juniors 1 - Huracán 1 - Atlanta 0 Fecha 13 8 de enero de 1978 - San Lorenzo 2 - Independiente Rivadavia 2 - Estudiantes (Buenos Aires) 1 - San Martín (T) 1 - Newell's Old Boys 5 - Gimnasia (LP) 0 - Círculo Otamendi (Mar del Plata) 0 - Banfield 1 - Quilmes 3 - Cipolletti (Río Negro) 2 - Central Norte (Salta) 2 - Chacarita Juniors 1 - Estudiantes (LP) 1 - Rosario Central 0 - Los Andes (San Juan) 3 - Boca Juniors 2 - Racing Club 1 - Gimnasia (Jujuy) 0 - River Plate 5 - Colón 0 - Talleres (C) 2 - Vélez Sársfield 2 - Sarmiento (Chaco) 1 - Platense 1 - Atlanta 3 - All Boys 0 - Unión 3 - Huracán 1 - Atlético Ledesma 1 - Independiente 0 - Argentinos Juniors 3 - Belgrano (C) 2 Fecha 14 11 de enero de 1978 - San Martín (T) 0 - San Lorenzo 0 - Gimnasia (LP) 1 - Estudiantes (Buenos Aires) 1 - Banfield 0 - Newell's Old Boys 0 - Independiente Rivadavia 4 - Círculo Otamendi (Mar del Plata) 1 - Cipolletti (Río Negro) 2 - Los Andes (San Juan) 5 - Rosario Central 4 - Quilmes 0 - Chacarita Juniors 0 - Estudiantes (LP) 4 - Boca Juniors 2 - Central Norte (Salta) 0 - Gimnasia (Jujuy) 0 - River Plate 4 - Platense 4 - Talleres (C) 1 - Colón 1 - Sarmiento (Chaco) 4 - Vélez Sársfield 1 - Racing Club 4 - Belgrano (C) 1 - Atlanta 0 - All Boys 3 - Unión 2 - Huracán 2 - Atlético Ledesma 2 - Independiente 1 - Argentinos Juniors 2 |
|  | Este artículo o sección sobre fútbol necesita ser wikificado, por favor, edítalo para que cumpla con las convenciones de estilo.Este aviso fue puesto el 16 de agosto de 2013. |

## Fase eliminatoria

### Cuadro de desarrollo
|  | Semifinales       | Semifinales      | Semifinales       |   |              | Final            | Final            | Final            |  |
|  | 14 y 18 de enero  | 14 y 18 de enero | 14 y 18 de enero  |   |              | 21 y 25 de enero | 21 y 25 de enero | 21 y 25 de enero |  |
|  |                   |                  |                   |   |              |                  |                  |                  |  |
|  |                   |                  |                   |   |              |                  |                  |                  |  |
|  | Newell's Old Boys | 1                | 0                 |   |              |                  |                  |                  |  |
|  | Newell's Old Boys | 1                | 0                 |   |              |                  |                  |                  |  |
|  | Talleres (C)      | 1                | 1                 |   |              |                  |                  |                  |  |
|  | Talleres (C)      | 1                | 1                 |   | Talleres (C) | 1                | 2                |                  |  |
|  |                   |                  |                   |   | Talleres (C) | 1                | 2                |                  |  |
|  |                   |                  | Independiente (v) | 1 | 2            |                  |                  |                  |  |
|  | Independiente     | 1                | Independiente (v) | 1 | 2            | 3                |                  |                  |  |
|  | Independiente     | 1                |                   |   |              | 3                |                  |                  |  |
|  | Estudiantes (LP)  | 1                | 1                 |   |              |                  |                  |                  |  |
|  | Estudiantes (LP)  | 1                | 1                 |   |              |                  |                  |                  |  |
|  |                   |                  |                   |   |              |                  |                  |                  |  |

### Semifinales
Las jugaron los 4 equipos que ganaron cada una de las zonas.
| Semifinal 1       | Semifinal 1 | Semifinal 1       | Semifinal 1       | Semifinal 1         |
| Equipo 1          | Resultado   | Equipo 2          | Estadio           | Fecha               |
| ----------------- | ----------- | ----------------- | ----------------- | ------------------- |
| Talleres (C)      | 1 - 1       | Newell's Old Boys | La Boutique       | 14 de enero de 1978 |
| Newell's Old Boys | 0 - 1       | Talleres (C)      | Newell's Old Boys | 18 de enero de 1978 |

| Semifinal 2      | Semifinal 2 | Semifinal 2      | Semifinal 2     | Semifinal 2         |
| Equipo 1         | Resultado   | Equipo 2         | Estadio         | Fecha               |
| ---------------- | ----------- | ---------------- | --------------- | ------------------- |
| Estudiantes (LP) | 1 - 1       | Independiente    | Estudiantes     | 14 de enero de 1978 |
| Independiente    | 3 - 1       | Estudiantes (LP) | La Doble Visera | 18 de enero de 1978 |

### Final
Entre los ganadores de las semifinales.
| Partido | Partido                                                                    | Partido | Partido         | Partido             |
| Equipo 1 | Resultado                                                                  | Equipo 2 | Estadio         | Fecha               |
| --- | -------------------------------------------------------------------------- | --- | --------------- | ------------------- |
| Independiente | 1 - 1                                                                      | Talleres (C) | La Doble Visera | 21 de enero de 1978 |
| Rigante; Villaverde y O. Pérez; Pagnanini, Galván y Trossero; Arrieta (Britez), Larrosa, Outes, Bochini y Magallanes. | Goles: ST: 15’ Trossero (penal); 20’ Cherini (penal).                      | Guibaudo; Galván y Bordón; Astudillo, Ludueña y Binello; Bocanelli, Reinaldi (Syeyyguil), Bravo, Valencia y Cherini.           | La Doble Visera | 21 de enero de 1978 |
| Talleres (C) | 2 - 2 (v)                                                                  | Independiente | La Boutique     | 25 de enero de 1978 |
| Guibaudo; Galván y Ocaño; Astudillo, Ludueña y Binello; Bocanelli, Reinaldi (Syeyyguil), Bravo, Valencia y Cherini.   | Goles: PT: 29’ Outes. ST: 15’ Cherini (penal); 29’ Bocanelli; 38’ Bochini. | Rigante; Villaverde y O. Pérez; Pagnanini, Galván y Trossero; Britez (Biondi), Larrosa, Outes, Bochini y Magallanes (Bertoni). | La Boutique     | 25 de enero de 1978 |

## Goleadores
| Jugador              | Jugador        | Goles | Equipo            |
| -------------------- | -------------- | ----- | ----------------- |
| Bandera de Argentina | Alfredo Letanú | 13    | Estudiantes (LP)  |
| Bandera de Argentina | Roque Avallay  | 12    | Racing Club       |
| Bandera de Argentina | Roque Alfaro   | 11    | Newell's Old Boys |
| Bandera de Argentina | Norberto Outes | 11    | Independiente     |
| Bandera de Argentina | Humberto Bravo | 9     | Talleres (C)      |
| Bandera de Argentina | René Houseman  | 9     | Huracán           |
| Bandera de Argentina | Mario Rizzi    | 9     | San Lorenzo       |